# (1431) Luanda
(1431) Luanda est un astéroïde de la ceinture principale découvert le 2 juillet 1937 à Johannesbourg par l'astronome sud-africain Cyril V. Jackson.

## Nom
(1431) Luanda a été nommé d'après la ville de Luanda, qui est la capitale de l'Angola, fondée par des navigateurs portugais en 1575. La citation de nommage indique en effet :

« Nommé d'après la capitale de l'Angola. »

— Minor Planet Circular 5182,